# Ian Murdock
Pour les articles homonymes, voir Murdock.
Ian Murdock, né le 28 avril 1973 à Constance en Allemagne de l'Ouest, et mort le 28 décembre 2015 ,,,, à San Francisco (États-Unis), est le fondateur du projet Debian, et de la distribution commerciale Progeny Debian. Il a été PDG du consortium Free Standards Group (en), et président du groupe de travail Linux Standard Base.

## Biographie
Il écrit le Debian Manifesto en 1993, alors qu'il est encore étudiant à l’université Purdue, où il obtient un bachelor en informatique en 1996.
Il se marie à Debra Lynn, dont la contraction du prénom avec le sien donne son nom à la distribution Debian.
Le 19 mars 2007, il est employé par la société Sun Microsystems où il dirige la stratégie du système d'exploitation de Sun. Il y demeure jusqu'en 2010 lorsque la société fusionne avec Oracle.
Entre 2011 et 2015, il travaille chez Salesforce Marketing Cloud (en) en tant que vice-président chargé de l'organisation du développement de la plateforme.
Il travaillait depuis novembre 2015 pour la société Docker, Inc.
Le 30 décembre 2015, le blog de Docker annonce le décès de Ian Murdock le 28 décembre au soir, celui-ci avait annoncé le soir même sur son compte Twitter son intention de se suicider, affirmant avoir été victime de violences policières.
En juillet 2016, les conclusions de l’enquête sur les circonstances de sa mort révèlent que Ian Murdock est mort de suffocation en s’étranglant lui-même avec un câble électrique. Le rapport d’autopsie relève des hématomes sur son corps. Il avait été arrêté à deux reprises par la police les deux jours précédents sa mort pour avoir tambouriné, ivre, à la porte de son voisin.